# Jean Fineberg
Jean „Jeanie“ Fineberg (* 1. April 1946 in Bronx, New York City) ist eine amerikanische Saxophonistin, Flötistin und Schlagzeugerin, die sowohl im Bereich der Rockmusik als auch des Jazz hervorgetreten ist.

## Leben und Wirken
Fineberg wollte als Mädchen Klarinette spielen, bekam aber von ihrer Mutter den Rat, dies nicht zu tun, um die Zahnstellung nicht zu gefährden. Sie lernte zunächst Flöte, später dann auch Altsaxophon. Fineberg war 1971 Mitglied der Rockband Godmother. Von 1972 bis 1976 gehörte sie zur Fusionjazzband Isis, mit der sie zwei Alben aufnahm. Daneben arbeitete sie mit Deadly Nightshade, Laura Nyro, David Bowie, Sister Sledge (We Are Family), David Bowie, Chic, Bo Diddley  und Melba Liston, mit der sie 1980 auch auf europäischen Festivals spielte. Ferner absolvierte sie ein Instrumentalstudium an der Indiana University. 1981 wurde sie auf dem Kool Jazz Festival präsentiert.
Gemeinsam mit Ellen Seeling gründete sie 1980 die Fusionband Deuce, die sich 1989 in San Francisco ansiedelte. Daneben spielt sie auch mit James Moseley. Seit 1998 ist sie ferner Mitglied der Montclair Women's Big Band und unterstützt Seeling in deren Leitung. 2022 legte sie unter eigenem Namen das Album Jean Fineberg & JAZZphoria vor. Zwischen 1986 und 2022 war sie im Bereich des Jazz an 15 Aufnahmesitzungen beteiligt.
Fineberg erhielt mehrere Kompositionsstipendien von Meet the Composer, National Endowment for the Arts und ASCAP.

## Lexikalische Einträge
- Leslie Gourse Madame Jazz: Contemporary Women Instrumentalists Oxford University Press, New York 1995
- Barbara J. Love (Hrsg.) Feminists who Changed America, 1963-1975 University of Illinois Press, 2006